# Salvelinus neocomensis
Salvelinus neocomensis är en fiskart som beskrevs av Jörg Freyhof och Maurice Kottelat 2005. Salvelinus neocomensis ingår i släktet Salvelinus och familjen laxfiskar. IUCN kategoriserar arten globalt som utdöd. Inga underarter finns listade i Catalogue of Life.